# The Legend of Heroes: Trails of Cold Steel II
The Legend of Heroes: Trails of Cold Steel II  est un jeu vidéo de rôle développé par Nihon Falcom. Le jeu fait partie de la série The Legend of Heroes et est la suite directe de Trails of Cold Steel. Il a été publié par la société pour PlayStation Vita et PlayStation 3 au Japon en 2014, puis a été localisé en anglais et publié par Xseed Games en 2016 en Amérique du Nord. Un portage de Xseed pour Microsoft Windows est sorti en février 2018, tandis qu'une version remasterisée de la PlayStation 4 est sortie au Japon en avril 2018 et dans le monde entier en juin 2019. Une suite, Trails of Cold Steel III, est sortie en 2017.

## Système de jeu
Le jeu est très similaire au jeu original Trails of Cold Steel, étant un J-RPG traditionnel avec des batailles au tour par tour. Cependant, le jeu n’est pas centré sur la structure de l'emploi du temps scolaire comme l'original, il est désormais centré sur le fait de parcourir le monde plutôt que de suivre des cours. Si le joueur a un fichier de sauvegarde de jeu complet après avoir terminé le jeu précédent, cela aura un effet sur la partie de Cold Steel II, certains événements et dialogues se déroulant différemment en fonction des choix et des relations créés dans le jeu précédent.

## Histoire
Le jeu est une suite directe du jeu original Trails of Cold Steel et commence un mois après sa fin. Rean Schwarzer s'est échappé aux côtés de son Devine Knight, Valimar. Il se rend dans sa ville natale, Ymir, avec l'aide de Toval, mais Rean se retrouve rapidement, lui et ses proches, pris dans les tirs croisés de la guerre civile Érébonienne. Les adversaires de Rean sont la Noble Alliance, qui s'est associée au Front de Libération Impérial du précédent jeu, ainsi qu'à Ouroboros, un groupe d'antagonistes récurrent de la série Trails. Les étudiants de l'Académie militaire de Thors, y compris ceux de la Classe VII, se retrouvent dispersés à travers le pays. Rean tente donc de réunir tout le monde à nouveau afin de mettre fin à la guerre civile et de sauver ceux qui l'intéressent.

## Développement
Cold Steel II utilise le moteur de jeu PhyreEngine et a été publié au Japon le 25 septembre 2014,. Le jeu a été localisé en anglais par Xseed Games. La localisation du jeu a commencé en février 2015 et contient environ 1,45 million de caractères à traduire. La traduction à elle seule a duré environ un an et a été achevée à environ 95% en janvier 2016. Xseed a également ajouté environ 11 000 lignes de dialogue en anglais pour sa sortie anglophone. Le jeu est sorti en Amérique du Nord le 6 septembre 2016 et en Europe le 11 novembre 2016. Un port pour Microsoft Windows a été publié le 14 février 2018 et présente diverses améliorations par rapport à la version originale, telles que la prise en charge de la résolution 4k, diverses améliorations graphiques et des dialogues supplémentaire en anglais. Une version remasterisée sur PlayStation 4, The Legend of Heroes: Trails of Cold Steel II: Kai, est sortie au Japon le 26 avril 2018, et en Amérique du Nord et en Europe en juin 2019,,.

## Réception et vente
Le jeu a reçu une opinion « globalement positive », selon le site Metacritic ,, Chris Shrive de Hardcore Gamer a encensé le jeu le qualifiant de "chef-d’œuvre moderne de J-RPG" avec "le mélange parfait de la formule classique de J-RPG mélangée à des éléments contemporains", concluant que "l’accent mis sur la narration de l'histoire et un casting immense de personnages mémorables justifient l'engagement que le jeu exige". Kimberly Wallace de Game Informer était tout aussi enthousiaste à propos de l'histoire et des personnages du jeu, mais se plaignait de la conception terne des donjons du jeu. Malgré les lacunes, elle a toujours estimé que le jeu "mène les personnages et l'histoire dans des directions si intéressantes et fournit tellement de choses à faire qu'il est difficile de poser la manette de jeu... [le jeu] donne tellement d'importance aux personnages et au monde que l'on peut de regarder outre ses défauts". Darren McPhail de RPGSite était tout aussi éloquent à propos du jeu : "Pour les fans des précédents jeux de Legend of Heroes et en particulier des premiers Trails of Cold Steel, acheter Trails of Cold Steel 2 est un conseil évident. Bien que cette suite soit inégalement rythmée et manque de rebondissements choquants jusqu'à sa conclusion, les jeux Trails of Cold Steel font partie des meilleurs du genre et valent bien un coup d’œil pour la plupart des fans de RPG hardcores". Les trois critiques sont convenus que, s'il était possible d'apprécier l'histoire du jeu en tant qu'expérience autonome, l'histoire était plus riche pour les joueurs qui avaient d'abord joué à Trails of Cold Steel, en raison des liens directs qui les unissent,,.
Au Japon, le jeu a vendu 86 283 exemplaires physiques sur la PlayStation Vita et 65 498 exemplaires sur la PlayStation 3 au cours de sa première semaine de sortie. Au cours de cette semaine, la version Vita s'est classée deuxième parmi toutes les ventes de jeux au Japon, tandis que la version PS3 s'est classée cinquième. Famitsu a attribué aux deux versions du jeu un score de 31/40. La version PlayStation 4 s'est vendue à 11 345 exemplaires au cours de sa première semaine au Japon, ce qui la place au dixième rang du classement des ventes tous formats.